# ایپوی‌تولدیش
ایپوی‌تولدیِش (به مجاری: Ipolytölgyes) یک شهرداری در مجارستان است که در ناحیه سوب واقع شده‌است. ایپوی‌تولدیش ۱۳٫۶۶ کیلومتر مربع مساحت و ۴۵۸ نفر جمعیت دارد.